# トシ・レーガン

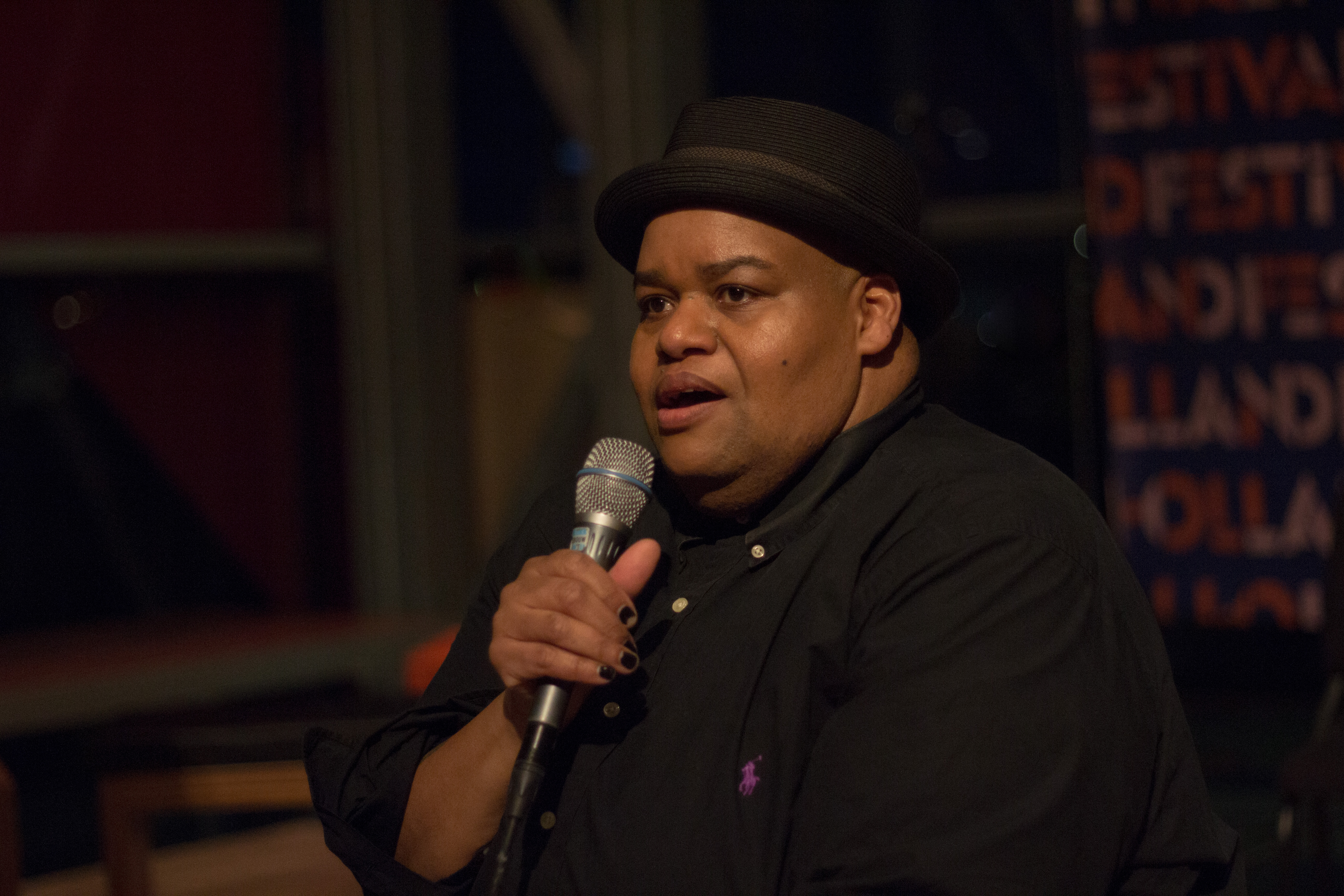
Toshi Reagon, 2018

トシ・レーガン（Toshi Reagon、1964年 - ）は、アメリカ合衆国の女性フォーク/ブルース・ミュージシャン。ジョージア州アトランタ生まれ。母は The Freedom Singers の創設メンバーのひとりで、Sweet Honey in the Rock の創設者であるバーニス・ジョンソン・レーガン(Dr. Bernice Johnson Reagon)であり、母娘は様々な音楽プロジェクトで共演している。父コーデル・ハル・レーガン(Cordell Hull Reagon)は、1960年代はじめに公民権運動の先駆けとなったジョージア州オールバニにおけるオールバニ運動の指導者のひとりで、学生非暴力調整委員会(Student Nonviolent Coordinating Committee, SNCC)の一員であり、The Freedom Singersの創設メンバーであった。トシの名付け親はピート・シーガーで、この名はシーガーの妻トシから採られている。
レーガンは、大学からドロップアウトしてから、歌のパフォーマンスを始めた。間もなく、レニー・クラヴィッツから、最初のワールド・ツアーに前座として招かれた。以降、アーニー・ディフランコからエルヴィス・コステロまで、広く様々なミュージシャンとの共演が重ねられてきた。
自身のバンド BIGLovely とは、1996年9月から活動をともにしている。このバンド名は、一説ではトシがガールフレンドからもらったラブレターに「To My BIGLovely.」と宛名書きされていたことに由来する、とも言われている。バンドのメンバーは、アコースティック・ギター/ボーカルの  Judith Casselberry、ドラムの Robert "Chicken" Burke、ベースの Fred Cass, Jr. 、エレクトリック・ギターの Adam Widoff、マンドリン/ボーカルの Catherine Russell である。このメンバーに加え、Jen Leigh、Ann Klein、Debbie Robinson、Alison Miller、Kismet Lyles、Stephanie McKay らが参加することがある。
レーガンは、ニューヨークのブルックリン区に、パートナーと娘とともに住んでいる

## ディスコグラフィ
- Justice (1990)
- The Rejected Stone (1994)
- Kindness (1997) Smithsonian Folkways
- The Righteous Ones (1999)
- Africans in America (2001) (soundtrack, with Bernice Johnson Reagon)
- TOSHI (2002)
- I Be Your Water (2004)
- Have You Heard (2005)
- Until We're Done (2008)

トシは、多数のコンピレーションやチャリティ関係の録音に参加している。その一部を示す。
- Shout Sister Shout, a tribute to Sister Rosetta Thorpe and Respond II.
- Dreaming Wide Awake Lizz Wright with Toshi Reagon: Vocals
- Real Music Chocolate Genius with Toshi Reagon: Vocals
- Raise Your Voice Sweet Honey In The Rock collaboration with Toshi Reagon and BIGLovely
- Africans In America (Rycodisc) Toshi Reagon: Musician, Composer and Associate Producer

音楽プロデューサーとしての仕事でも定評がある。その一部を示す。
- The Temptation of Saint Anthony Studio Cast Recording, Songtalk Music 2006
- Sweet Honey in the Rock: The Women Gather, 30th Anniversary Earthbeat Records, 2003
- Sweet Honey in the Rock: Sacred Ground, Earthbeat Records, 1995 Co-produced with Bernice Johnson Reagon
- Sweet Honey in the Rock: In This Land, Earthbeat Records, 1992 Co-produced with Bernice Johnson Reagon

トシは、テレビ番組『Lの世界』にも登場しており、シーズン4の最終回で、ターシャのビーチ・パーティーの場面で歌っている。